# Art of Noise
Art of Noise је била енглеска авангардна синтпоп група која је формирана почетком 1983. у Лондону.
Изводили су синтпоп и електронску музику, комбинујући елементе техно-попа. Art of Noise је објавио четири студијска албума, од којих је највећи успех постигао In Visible Silence из 1986. године. Најпознатије песме су им Beat Box, Close to the Edit, Paranoimia, Legs и вероватно највећи хит десетоминутни инструментал Moments In Love.

## Дискографија
- Who's Afraid of the Art of Noise? (1984)
- In Visible Silence (1986)
- In No Sense? Nonsense! (1987)
- Below the Waste (1989)
- The Seduction of Claude Debussy (1999)